# Стрекозов Сергій Микитович
Сергі́й Мики́тович Стрекозов (нар. 25 лютого 1957, м. Волноваха, Донецька область) — український геолог, інженер-геохімік, один з провідних фахівців України в галузі рідкісних та рідкісноземельних металів. Закінчив Львівський державний університет (1974—1979). З 1980 року — на різних посадах в КП «Південьукргеологія» (м. Дніпро). Начальник Приазовської комплексної геологічної партії та Приазовської геологічної експедиції КП «Південьукргеологія» (м. Волноваха, 2000—2014). У 2017—2021 рр. — старший науковий співробітник Інституту геохімії, мінералогії та рудоутворення ім. М. П. Семененка НАН України. Член ВГО «Спілка геологів України», та Українського мінералогічного товариства. Лауреат Державної премії України в галузі науки і техніки 2014 р.

## Творча біографія
Із родини геологів. Батько — Стрекозов Микита Пилипович (14.09.1916-15.02.1983). Працював на Кавказі та в Україні на пошуках і розвідці металевих корисних копалин, керував геологопошуковими роботами на алмази в межах південного сходу України.
Стрекозов С. М. зробив істотний внесок у розвиток геологічної галузі України, створення і укріплення її мінерально-сировинної бази.
Науковий доробок
Брав участь у регіональних геологічних роботах на тверді корисні копалини, пошукових і розвідувальних роботах на рідкісні метали і рідкісноземельні елементи, металічні корисні копалини (цирконій, гафній, титан, ванадій, скандій, молібден, нікель, уран, залізо та ін.), золото, платину, алмази, а також неметалеві корисні копалини (флюорит, апатит, польовий шпат).
Пріоритетами науково-виробничої діяльності були пошуки, розвідка і геолого-економічна оцінка родовищ і рудопроявів рідкісних металів і рідкісноземельних елементів: Крута Балка (літій, рубідій, цезій, тантал), Мазурівське (цирконій, ніобій, тантал, гафній), Азовське (цирконій, рідкісні землі), Анадольське (рідкісні землі церієво-ітрієвої групи), Стародубівське, Катеринівське (рідкісні землі ітрієвої групи).
Значний внесок у період 2017—2020 рр. зробив у роботи науково-дослідної тематики НАН України з обґрунтування інвестиційної привабливості родовищ рідкіснометалево-рідкісноземельних елементів України.

## Основні друковані праці
Автор понад 150 наукових праць, серед них 8 монографій.
- Е. М. Шеремет, С. Н. Стрекозов, С. Г. Кривдик, Т. П. Волкова, В. А. Исаев, И. Ю. Николаев, Ю. И. Николаев, Л. Д. Сетая, Н. Г. Агаркова. Прогнозирование рудопроявлений редких элементов Украинского щита. -Донецк: Вебер, 2007. — 220 с.
- Е. М. Шеремет, С. Г. Кривдик, П. И. Жигулевский, С. Н. Кулик, Т. К. Бурахович, В. Н. Загнитко, Б. Н. Бородыня, С. Н. Стрекозов, Ю. И. Николаев, И. Ю. Николаев, Л. Д. Сетая, В. И. Алехин. Субщелочной докембрийский магматизм и тектоно-геофизические особенности Восточного Приазовья Украинского щита / Под ред. А. В. Анциферова; УкрНИМИ. — Донецк: «Ноулидж» (Донецкое отделение), 2010. — 289 с.
- Е. М. Шеремет, В. С. Мельников, С. Н. Стрекозов, Н. А. Козар и др. Азовское редкометальное месторождение Приазовского мегаблока Украинского щита (геология, минералогия, геохимия, генезис, проблемы эксплуатации). — Донецк: «Ноулидж» (Донецкое отд.), 2012. — 374 с.
- Петрология, геофизика и рудоносность редкометальных гранитов Приазовья (Украинский щит) / Е. М. Шеремет, Е. В. Седова, С. Н. Стрекозов, С. Г. Кривдик, П. И. Пигулевский, И. Ю. Николаев, Б. В. Бородыня, В. В. Груба, Ю. И. Николаев, Л. Д. Сетая, Н. Г. Агаркова, С. М. Федотов. — Донецк: Ноулидж (Донецкое отд.), 2013. — 214 с.
- Е. М. Шеремет, Н. А. Козарь, С. Н. Стрекозов, А. И. Чашка, В. А. Бондаренко, Ю. И. Федоришин, П. И. Пигулевский. Поиски алмазов в Приазовском блоке Украинского щита. Донецк: «Ноулидж» (Донецкое отделение), 2014. — 367 с.
- Е. М. Шеремет, С. Г. Кривдик, Н. А. Козар, С. Н. Стрекозов, Н. В. Вовкотруб, Л. Д. Сетая, Ю. И. Николаев, Н. Г. Агаркова, А. В. Дубина, В. А. Гаценко, Е. С. Лунев. Фанерозойский магматизм Восточного Приазовья Украинского щита и связанные с ним полезные ископаемые (петрология, геохимия и рудоносность). — Институт геохимии, минералогии и рудообразования им. Н. П. Семененко НАН Украины. — К.: ЦП «Компринт», 2015. — 318 с.
- Е. М. Шеремет, С. Г. Кривдик, С. Н. Стрекозов. Перспективы обнаружения месторождений редкоземельного оруденения нового типа в Приазовье Украинского щита /. — Харьков, 2017. — 244 с.
- Мазурівське рідкіснометалічне родовище: Монографія / Шпильовий Л. В., Білецький В. С., Чернієнко Н. М., Стрекозов С. М. / За редакцією Білецького В. С. — Львів: Видавництво ПП «Новий Світ-2000», 2023. — 283 с. ISBN 978-966-418-364-9

## Нагороди та відзнаки
- Лауреат Державної премії України в галузі науки і техніки 2014 р. (Диплом 7131, Указ Президента України 686/2015)
- Медалі ім. В. І. Лучицького та ім. Л. І. Лутугіна «За заслуги у розвідці надр» Державної геологічної служби.
- Звання «Почесний розвідник надр» від Державної геологічної служби України (диплом № 5-П-3-2 від 22.03.1996.
- За заслуги в розвитку геологічної галузі України, створенні й розширенні її мінерально-сировинної бази нагороджений грамотами Кабінету Міністрів України (№ 2741 від 20.2001; № 14539 від 28.10.2007).